# Ligne de bus
Une ligne de bus est un itinéraire prédéfini de transport en commun assuré par un ou plusieurs autobus. Elle comprend plusieurs arrêts desservant autant de quartiers de ville ou de lieux-dits différents qu'elle traverse. Ceux-ci peuvent être matérialisés par des aubettes.

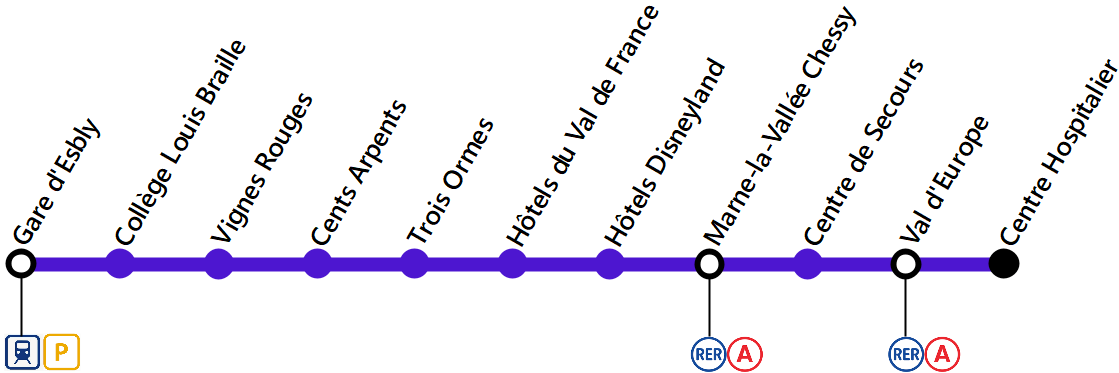
plan de la ligne de bus EVE

Lorsqu'elle relève de la gestion d'une entreprise spécifique, une ligne de bus peut pratiquer des tarifs différents des autres lignes qu'elle croise ou voisine. Généralement, cependant, les tarifs sont unifiés par un gestionnaire qui a la charge de tout le réseau.
La ligne de car postal Kiental - Griesalp (de) dans l'Oberland bernois en Suisse, est la ligne de bus la plus raide d'Europe (28% dans les gorges de Pochten).